# Regina războinică
Boudica (lansat în România ca  Regina războinică și în Statele Unite ca Warrior Queen) este un film de televiziune britanico-românesc din 2003 biografic și istoric despre regina tribului Iceni, Boudica. Rolurile principale au fost interpretate de actorii Alex Kingston, Steven Waddington și Emily Blunt (în debutul ei cinematografic).

## Premisă
Boudica, regina războinică a Marii Britanii, își conduce tribul în rebeliunea contra Imperiului Roman și a împăratului nebun al Romei, Nero.

## Producție

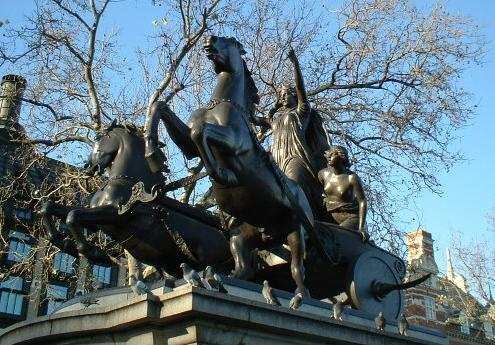
Statuia lui Boudica de lângă Digul Westminster Millennium, Londra, a fost folosită în scenele finale ale filmului

Filmul a fost filmat în Marea Britanie și România. Statuia lui Boudica creată de Thomas Thornycroft și aflată lângă Westminster Pier, Londra, a fost folosită pentru scenele finale ale filmului în Londra modernă. În România, au fost folosite Studiourile MediaPro, București.
Filmul a fost lansat ca A Rainha da Era do Bronze în Brazilia, ca La Reina de los guerreros în Argentina (titlu video) și ca Warrior Queen în Statele Unite.
Conform filmului, regele Prasutagus al Icenii ar fi murit cam în același timp cu împăratul roman Claudius. Cu toate acestea, Claudius a murit în anul 54 d.Hr., în timp ce primul a murit în anul 61 d.Hr.

## Distribuție
- Alex Kingston⁠(d) – Boudica
- Steven Waddington⁠(d) – regele Prasutagus⁠(d)
- Emily Blunt – Isolda
- Leanne Rowe⁠(d) – Siora
- Ben Faulks⁠(d) – Connach
- Hugo Speer⁠(d) – Dervalloc
- Gary Lewis⁠(d) – Magior the Shaman
- Alex Hassell⁠(d) – Roman Officer
- James Clyde – Roman Sergeant
- Angus Wright⁠(d) as–Severus
- Steve John Shepherd⁠(d) – Catus
- Jack Shepherd⁠(d) – Claudius
- Gideon Turner – Didius
- Frances Barber⁠(d) – Agrippina the Younger
- Andrew-Lee Potts⁠(d) – Nero

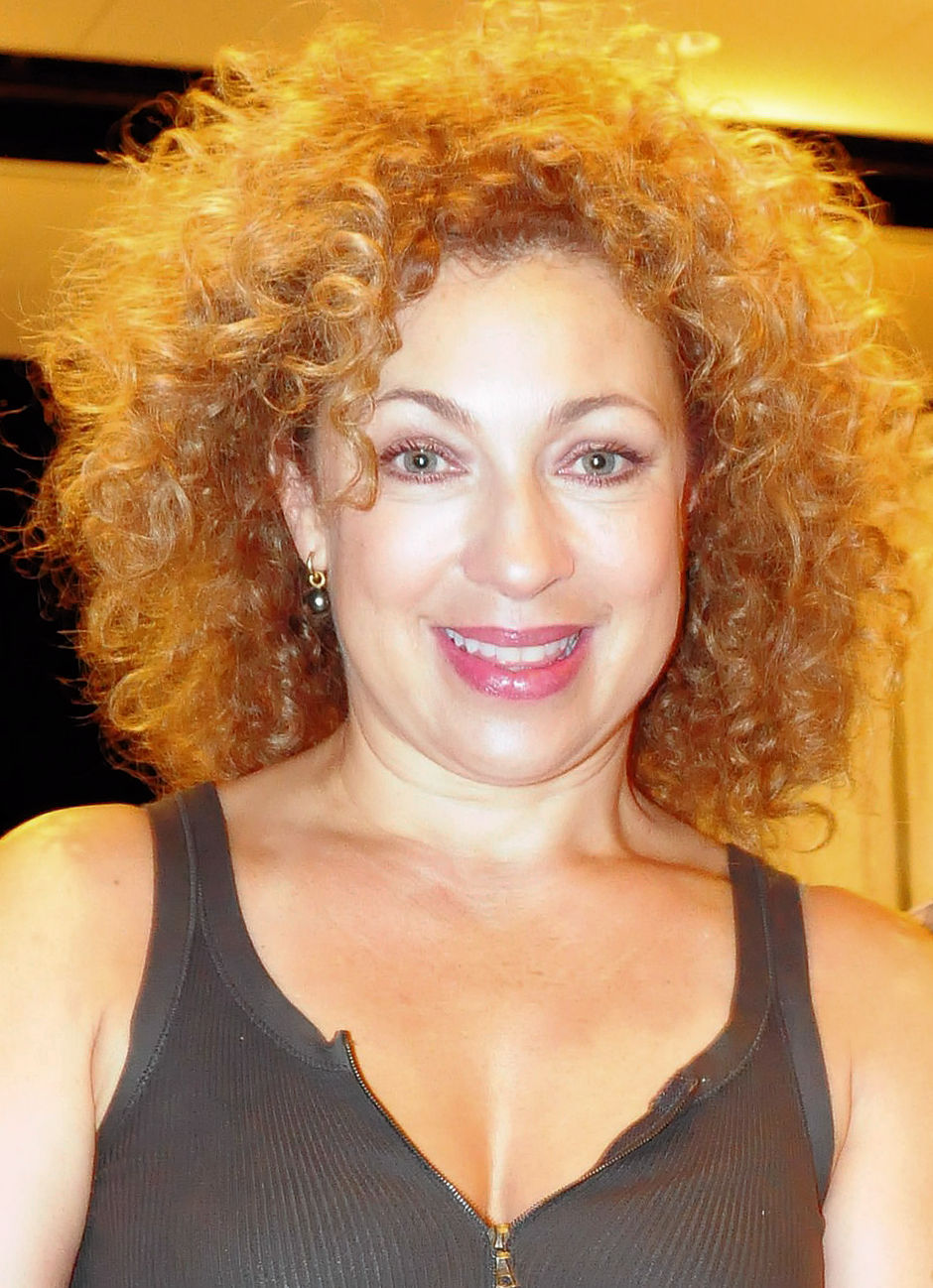
Alex Kingston în 2012 la

- Theodor Danetti – Master of Ceremonies
- Cristina Serban –  Iceni Mother
- Alin Olteanu – Iceni Warrior
- Emil Hostina – Arcon
- Claudiu Bleonț – Ossac
- Claudiu Trandafir – Roman Horseman
- Ion Haiduc – Captain of the Guard
- Nicodim Ungureanu –Roman Guard
- Bogdan Dumitrescu – Roman Guard
- Michael Feast⁠(d) – Suetonius⁠(d)
- Kara Tointon⁠(d) – Poppaea⁠(d)
- Jack Galloway – Aide-de-camp⁠(d) to Suetonius
- Dominic Cooper
- Marian Iacob – Horribulus (nemenționat)
- Dorjn Zaharja – Tysonius (nemenționat)